# 齐默尔曼-萨斯萨曼金钥签署协议
在密码学中，齐默尔曼-萨斯萨曼密钥签名协议是一个用于在密钥签名聚会中，加速公开密钥指纹验证环节的协议。若要使用这个协议，需要在聚会之前先進行一些計算。
这个协议是在一次由Len Sassaman、Werner Koch、Phil Zimmermann等人參加的密钥签名聚会中所发明的。
齐默尔曼-萨斯萨曼密钥签名协议有两种方法，它们是萨斯萨曼高效（Sassaman-Efficient）法和萨斯萨曼投影（Sassaman-Projected）法。

## 萨斯萨曼高效法

### 聚会之前
在活动之前，所有参与者把他们的公钥通过邮件发给密钥签名聚会的协调人。接着协调人制作一个文件并对其进行散列，文件中含有所有密钥和伴随的指纹。然后他们把这个文本文件和校验和发给所有参与者。接着参与者下载这个文件，并用散列值检查它的有效性。然后参与者打印这个列表，并确认他们自己的密钥是正确的。

### 进行聚会时
每个人带上他们自己的密钥列表，从而他们知道这是正确并且没被操纵过的。然后协调人大声读出或者投影出密钥的校验和。每个参与者验证并声明他们的密钥是正确的，完成后就可以在密钥旁边打一个核对标记。在所有密钥都核对完成之后，所有人站成一行。行首的人朝后走，并且向后走的参与者检查站着的参与者至少两个政府签发的身份证明。在完成足量的对一个人的真实性的验证之后，其他参与者在他们的名字旁边打第二个核对标记。

### 聚会之后
参与者随后从一个服务器获取密钥，或者获取一个为这个活动所制作的密钥环。 他们签署他们列表上每个有两个核对标记的密钥，并确保指纹匹配。 之后密钥被上传到服务器或者直接寄给密钥所有者(如果要求这样做)。

## 萨斯萨曼投影法
萨斯萨曼投影法是萨斯萨曼高效法的修改版，目的是在大群的人中使用。除了验证身份这一步之外，两种方法的做法是相同的。两种形式的身份证明对所有人投影一次，而不是一个一个地给每个人看。每个参与者在投影身份证明时，声明他已验证自己的密钥正确，其他参与者在他的密钥旁边打两个核对标记。